# Ficus copiosa
Ficus copiosa là một loài thực vật có hoa trong họ Moraceae. Loài này được Steud. mô tả khoa học đầu tiên năm 1840.